# Dorin Chirtoacă

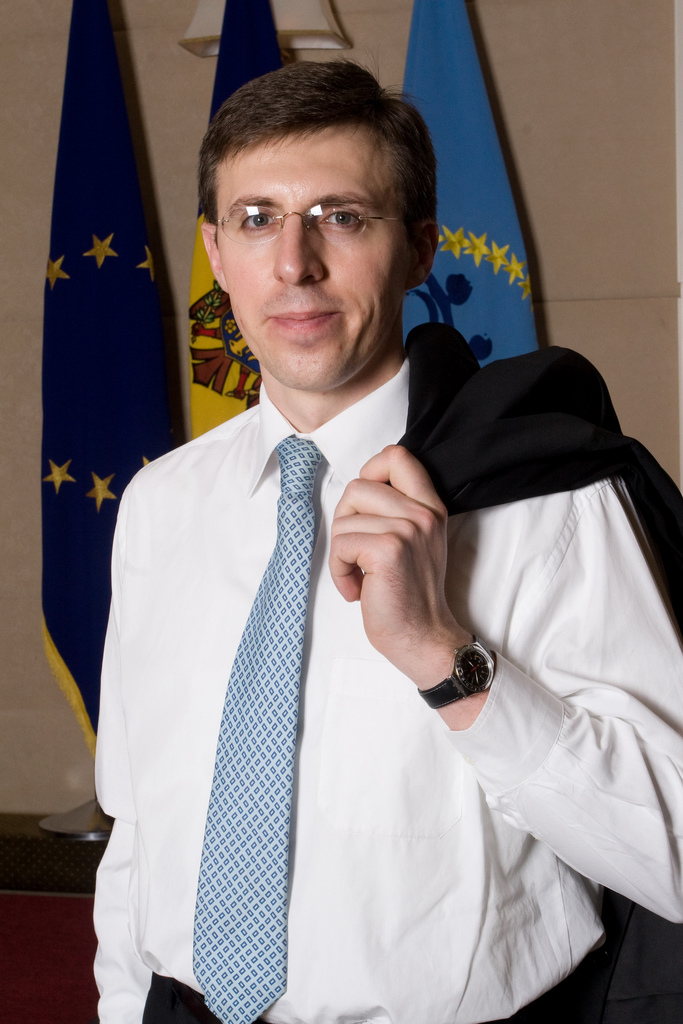
Dorin Chirtoacă (2009)

Dorin Chirtoacă (* 9. August 1978 in Colonița) ist ein moldauischer Politiker. Er ist Vorsitzender der Liberalen Partei und war vom 18. Juni 2007 bis zum 16. Februar 2018 Bürgermeister der moldauischen Hauptstadt Chișinău.

## Leben und Karriere
Dorin Chirtoacă wurde in Colonița, einem Vorort von Chișinău, geboren, das damals noch zur Sowjetunion gehörte. Er stammt aus einer Familie mit umfangreichen Verbindungen zur pro-rumänischen Nationalbewegung in Moldau. Sein Onkel Gheorghe Ghimpu war ein anti-sowjetischer Dissident und gehörte zusammen mit Mihai Ghimpu, einem weiteren Onkel Chirtoacăs, zu den Mitgründern der Frontul Popular din Moldova, welche ab 1989 maßgeblich zur Unabhängigkeit Moldaus von der Sowjetunion beitrug. Persönliche Verbindungen hat Chirtoacă auch zum ehemaligen rumänischen Präsidenten Traian Băsescu.
Seine Studienzeit verbrachte Chirtoacă in Rumänien, zunächst in Iași und später in Bukarest. 2001 schloss er ein Studium der Rechtswissenschaften an der Universität Bukarest ab. Von 2001 bis 2003 war er Moderator beim rumänischen Fernsehsender TVR 1. Anschließend kehrte er in seine Heimat zurück und arbeitete bis 2005 beim Moldauischen Helsinki-Komitee. 2005 wurde er stellvertretender Vorsitzender Liberalen Partei, deren Parteipräsident damals sein Onkel Mihai Ghimpu war.
Bei den Bürgermeisterwahlen 2007 wurde Chirtoacă in einer Stichwahl mit 61 % der Stimmen zum Bürgermeister der Hauptstadt Chișinău  gewählt. Er setzte sich deutlich als Herausforderer gegen Veaceslav Iordan (38 %) durch.
Im Dezember 2007 kam es zu Spannungen zwischen dem prowestlichen Chirtoacă und dem prorussischen Präsidenten Vladimir Voronin. Chirtoacă wollte am 25. Dezember einen Weihnachtsbaum im Stadtzentrum aufstellen lassen, dies wurde jedoch von der Regierung verboten. Von der Verkehrspolizei (Poliția Rutieră) erhielt er deswegen ein Strafmandat über MDL 5500,-- (EUR 325,--). Hintergrund war, dass Weihnachten in  Moldau offiziell auf russisch-orthodoxe Weise am 7. Januar gefeiert wird. Am 25. Dezember wird hingegen im Nachbarland Rumänien Weihnachten gefeiert.

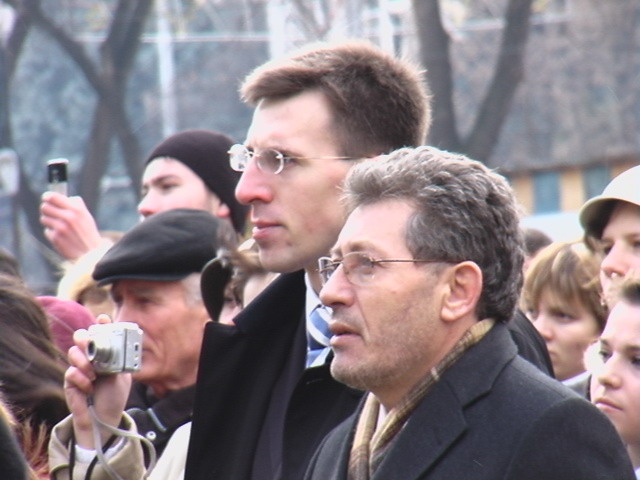
Chirtoacă mit seinem Onkel Mihai Ghimpu

Als es nach der Parlamentswahl im April 2009 zu Massenprotesten kam, war Chirtoacă eine der Schlüsselfiguren der pro-westlichen Opposition.
Am 14. Juni 2015 gewann Chirtoacă im zweiten Wahlgang mit 53,5 Prozent der Stimmen gegen die prorussische Sozialistin Zinaida Greceanii zum dritten Mal die Bürgermeisterwahl. Der Vorsitzende der Sozialistischen Partei Igor Dodon sprach allerdings sofort von einer Wahlfälschung und legte Einspruch bei einem Gericht ein. Dieses veranlasste eine Neuauszählung.
Ab 2016 mehrten sich Hinweise auf Verstrickungen Chirtoacăs in Korruptionsaffären. Am 25. Mai 2017 wurde er auf Betreiben des nationalen Antikorruptionszentrums gemeinsam mit sieben anderen Mitgliedern der Stadtverwaltung Chișinău verhaftet und am nächsten Tag unter Hausarrest gestellt. Am 28. Juli 2017 wurde er offiziell als Bürgermeister der Hauptstadt bis zur Klärung der Vorwürfe vorläufig suspendiert und am 16. Februar 2018 endgültig entlassen.